# Schachjugend Baden
Die Schachjugend Baden (SJB) ist die Jugendorganisation des Badischen Schachverband e.V. (BSV). Sie wurde am 4. Juni 1989 in Karlsruhe-Stupferich gegründet. Damaliger Vorsitzender war Gerhard Halli.

## Organisation
Führungsgremien der Schachjugend Baden (SJB) sind die Jugendversammlung, der Vorstand und der Erweiterte Vorstand.

## Spielbetrieb
Der Spielbetrieb ist in Einzel- und Mannschaftsmeisterschaft gegliedert. Es gibt die Badische-Jugend-Einzel-Meisterschaft (BJEM), die in der Regel in der ersten Januarwoche ausgetragen wird. Gespielt wird in den Altersklassen U8/w – U18/w. Die Badischen Mannschaftsmeisterschaften U12, U14 und U16 sind das Qualifikationsturnier für die Baden-Württembergische Endrunde. Zusätzlich gibt es eine Badische Mannschaftsmeisterschaft U10, bei der man sich für die Deutsche Meisterschaft U10 qualifizieren kann. Darüber hinaus findet eine offene Badische Mannschaftsmeisterschaft U8 statt und eine Badische Mannschaftsmeisterschaft im Schnellschach in der U20. Zusammen mit der Schachjugend Württemberg gibt es eine Jugendbundesliga Süd U20, bei der man sich für die Deutsche Vereinsmeisterschaft U20 qualifizieren kann. Den Aufstieg in die Jugendbundesliga Süd kann man über die Badenliga erreichen.
Neben dem Vereinsspielbetrieb, gibt es noch Schulschachmeisterschaften. Über die badischen Schulschachmeisterschaften kann man sich für die Deutschen Schulschachmeisterschaften qualifizieren. Zusätzlich gibt es den Baden-Württembergischen Schulschachpokal, der als Breitensportveranstaltung vor den Sommerferien ausgetragen wird.

## Bekannte badische Jugendspieler
- Annmarie Mütsch Jugendweltmeisterin U16w 2018
- David Färber Deutscher Meister U16 2018[4]
- Antonia Ziegenfuß Deutsche Meisterin U14w 2018[5], Deutsche Meisterin U12w 2017[6]
- Andrei Ioan Trifan Deutscher Meister U12 2015[7]
- Julian Martin Deutscher Meister U12 2013[8]
- Paula Wiesner Deutsche Meisterin U14w 2012[9]
- Julia Bochis Deutsche Meisterin U18w 2011[10]
- Frederik Beck Deutscher Meister U18 2007[11]
- Sebastian Bogner Deutscher Meister U16 2007[12]
- Joshua Aarash Hager Deutscher Meister U12 2006[13]
- Andreas Heimann Deutscher Meister U12 2004[14]

## Vorsitzende
- Bernd Walther seit 2019[15]
- Kristin Wodzinski 2015–2019
- Christoph Kahl 2002[16]–2015[17]
- Volker Widmann 1999–2002
- Gottfried Sahm 1997–1999
- Lars Balzer 1993–1997
- Markus Keller 1990 –
- Gerhard Halli 4. Juni 1989–1990
- Gerhard Halli 1982–1989 (Jugendreferent SJB)
- Robert Maybach 1981–1982 (Jugendreferent SJB)
- Martin Männer 1976–1980 (Jugendreferent SJB)
- Edmund Pfefferle 1964–1976 (Jugendreferent SJB)
- Erwin Firtz 1952–1964 (Jugendreferent SJB)